# 西溪文会
西溪文会位于今中华人民共和国安徽省黄山市歙县郑村镇的郑村西溪。文会是当地读书人，包括生员和士绅，以及致仕或者休假在乡的官僚的定期集会，饮酒赋诗或切磋学问，谈经论学。此外，文会还发挥着乡村组织功能，调解纠纷，其公论被官员视为解决争讼的重要依据。
西溪文会位于西溪村前大路，汪里门楼西侧，坐北朝南。文会共两进，前后两进均为三间。后进两层，供奉族内有名文人的牌位。文会前进正厅因年久失修已毁，后进也成为了危房，因此，政府采取了一些保护措施。